# Adesina
Adesina – imię żeńskie wywodzące się z ludu Jorubów o znaczeniu "ona otwiera drogę". Obecnie nie jest ono popularne. Często nadawali je rodzice, którzy długo oczekiwali dziecka.